# Silja Symphony
Silja Symphony — круизный паром эстонской судоходной компании Tallink, эксплуатируемый и после поглощения Silja Line под старым брендом на линии Хельсинки–Мариехамн–Стокгольм. Построен в 1991 году на верфи Masa-Yards Oy в Турку, Финляндия. Судном-близнецом является Silja Serenade.

## История
Из-за банкротства верфей Wärtsilä Marine строительство парома отстало от графика на несколько месяцев и было завершено только 30 мая 1991 года. Судно совершило настоящую революцию в дизайне круизных паромов, и круизный паром, наряду с Silja Serenade, стал одним из первых судов в мире, который имел сквозной променад по всей длине судна. В отличие от Silja Serenade у Silja Symphony конструкция променада была изготовлена из алюминия, что существенно облегчило вес судна и отразилось на характеристиках.
1 июня 1991 года Silja Symphony совершила свой первый рейс на линии Хельсинки–Стокгольм. 28 сентября 1994 года корабль третьим прибыл на место крушения парома Estonia и принял участие в спасательной операции. В декабре 1996 году была проведена глубокая модернизация двигательной установки, в результате значительно сокращён выброс оксидов азота. В июне 1999 года была введена промежуточная стоянка в Мариехамне, чтобы противостоять изменениям в регламентации Duty Free в ЕС и далее предлагать беспошлинную торговлю.
В 2001 году стая рыбы была засосана в водозаборные установки корабельного охлаждения, из-за чего произошло аварийное отключение двигателей в связи с перегревом. Рейс опоздал на 1,5 часа. В январе и феврале 2006 года судно подверглось существенной модернизации на верфи Turku Repair Yard в Наантали, Финляндия. Были полностью переоборудованы интерьеры внутренних помещений. Во время шторма 9 января 2007 года паром Silja Symphony случайно протаранил причальную трубу в порту Мариехамн и был поврежден (сумма ущерба составила € 600 000).
В сентябре-октябре 2014 года паром вновь находился на ремонте на Turku Repair Yard. На судне осуществлёны работы по полному обновлению торговых и ресторанных помещений и части кают.